# شهرستان سوئیفت (مینه‌سوتا)
شهرستان سوئیفت، مینه‌سوتا (به انگلیسی: Swift County, Minnesota) شهرستانی در ایالات متحده آمریکا است که در مینه‌سوتا واقع شده‌است.